# Amar otra vez
Amar otra vez (lit: Amar outra vez) foi uma telenovela mexicana produzida por Lucero Suárez para a Televisa e exibida pelo Canal de las Estrellas entre 31 de maio a 5 de novembro de 2004, sucedendo Bajo la misma piel e antecedendo Inocente de ti.
Foi protagonizada por Irán Castillo e Valentino Lanus e antagonizada por Rafael Amaya, Vanessa Guzmán, Margarita Magaña e Guillermo García Cantú, com atuações estrelares de Angélica María, Nuria Bages, Lourdes Munguía e Mario Casillas.

## Enredo
Rocío Huertas é uma menina doce, nobre e sonhadora que vive em Morelia e sonha com o dia de seu casamento com Fernando Balbina, o filho de sua madrinha que a criou como sua própria filha. Fernando está localizado na Cidade do México fazendo uma pós-graduação em administração de empresas, enquanto Rocío e Balbina trabalham duro para pagar os estudos dele. Rocío confecciona vestidos de alfaiataria e Balbina trabalha como cozinheira. 
Rocío começou a trabalhar no vestido de Milagros, sua melhor amiga. Fernando viajou para Uruapan especialmente para o casamento de Milagros. Nesse casamento, Rocío pega o buquê e, em seguida, ela e Fernando definem a data do casamento. Rocío toda animada faz seu vestido de casamento ajudada por Balbina. Chega o grande dia do casamento, mas Fernando não aparece,  deixando Rocío no altar. Rocío e Balbina ficam angustiadas, pois não imaginam o que pode ter acontecido com Fernando, até que elas descobrem que ele morreu em um acidente de carro a caminho de Uruapan. 
Balbina convence Rocío a viajar para a capital e descobrir mais sobre a estranha morte de Fernando. Chegando lá, ela descobre que este é casado com a milionário Brenda Montero. Fernando, apesar de amar Rocío, não poderia deixar passar a oportunidade de se tornar rico e ter uma boa posição social. Rocío sofre ao ver que o amor de sua vida havia lhe traído, mas não se deixa vencer e decide ficar na capital. Graças à Zoila consegue um emprego na casa dos Montero e também um pequeno deprtamento ao lado da família Chamorro, que vai chegar a Balbina e Rocío. Guillermo se admira com a nobreza e lealdade de Rocío pelo seu trabalho e lhe dá a sua confiança. 
É na casa dos Montero onde Rocío conheceu Daniel um homem bom e trabalhador, que é o filho ilegítimo de Guillermo e mantém como seu pai um relacionamento com Veronica, uma mulher calculista e interesseira, e não satisfeita em ter Daniel, também mexe com Guillermo. No entanto Daniel a deixa para iniciar um relacionamento com Rocío; os dois conseguem ser felizes e Rocío novamente acredita no amor, mas Fernando com a ajuda de Veronica consegue separá-los.  Veronica engravida de Guillermo, mas diz a Daniel que o filho que espera é dele. Então Daniel está empenhada a dar uma família  ao seu filho e, apesar de Rocío entender a situação de Daniel, não deixa de sentir dor por não ser capaz de ser feliz. 
Rocío se refugia em seu trabalho e consegue colocar uma pequena oficina de costura, ajudada por Don Manuel Chamorro e Molly. Essa pequena loja logo consegue tornar-se uma casa de moda especializada em fazer vestidos de noiva. Balbina feliz pela felicidade de Rocío, sabe que apesar dela ser uma mulher de sucesso, é infeliz e está só e ir com tristeza o que tem sido do seu filho, pois quando Brenda descobre a verdade e não tem que fingir mais começa reivindicar novamente a Rocío, que não podem obter o seu coração para que Daniel depois de descobrir que sua tentativa fracassada de criar uma família está mais perto do que nunca de ser feliz ao lado de Rocío.

## Elenco
- Valentino Lanus -Daniel
- Irán Castillo - Rocío
- Angélica María - Balbina Eslava
- Vanessa Guzmán - Verónica Santillán Vidal
- Lourdes Munguía - Estela Bustamante de Montero
- Margarita Magaña - Brenda Montero Bustamante
- Rafael Amaya - Fernando Castañeda Eslava
- Nuria Bages - Esperanza Suárez González
- Guillermo García Cantú - Guillermo Montero
- Carlos de la Mota - Sergio Santillán Millán
- Roberto Ballesteros - Julio Morales Ponce
- Eduardo Rivera - Ismael Pardo Iglesias
- Julio Camejo - Mateo Santillán Vidal
- Marcia Coutiño - Zoila Medina Castillo
- Maribel Palmer - Fabiola Pineda Montoya
- Chela Castro - Antuca Ropolo viuda de Moya
- Marisol Mijares - Janet Chamorro Beltrán
- Gabriela Cano - Molly Chamorro Beltrán
- Mario Casillas - Manuel Chamorro Gutiérrez
- Isabel Martínez "La Tarabilla" - Juanita
- Zully Keith - Carmela Navarro de Murguía
- Anastasia - Adriana Candamo Rivadeneyra
- Ana Martín - Yolanda Beltrán
- Maribel Fernández - Lucy Vidal
- Juan Imperio - Oscar Murguía
- Carmelita González - Lidia
- Carlos Espejel - Edilberto
- Rebeca Mankita - Peggy
- Arsenio Campos - Javier
- Carmen Becerra - Sandra Murguía Navarro
- Rodrigo Mejía - Gustavo Medina Castillo
- Jaime Lozano - Carrillo
- Justo Martínez - Padre Danilo
- Javier Ernez - Félix
- Roberto Miquel - Diego Gamba
- Maripaz García - Irma
- Marco Méndez - Gonzalo
- Lucy Tovar - Blanca
- Ricardo Vera - Juez
- Arturo Barba - Santiago
- Iliana de la Garza - Hortensia
- Polly - Josefina
- Juan Carlos Serrán - Bonifacio
- Gerardo Gallardo - Wilfredo
- Alberto Estrella - Alberto
- Ricardo Silva - Alfonso
- Patricia Martínez - Capitana Martha Quintanilla
- Catalina López - Milagros
- Fidel Zerda - Pepe
- Martín Rojas - Toño
- Adriana Barraza - Camelia
- Carmelita González - Lidia
- Claudia Elisa Aguilar - Ofelia
- Alejandra Jurado - Rebeca
- Angeles Balvanera - Sonia
- Adriana Acosta
- Jacqueline Voltaire
- Miguel Garza
- Ricardo de Pascual Jr.
- Rebeca Manríquez
- Lina Durán
- Adalberto Parra - Carlos
- Salim Rubiales - Eduardo
- Javier Ruan - Simón Quintanilla
- Andrés Puentes - Bruno
- Thelma Dorantes - Lourdes
- Luis Reynoso - Tte. Larios
- Roberto Freyria - Wally
- Aleki Gómez Pezuela - Daniel Suárez Santillán
- Arturo Paulet - Coronel
- Tania Vázquez - Modelo

## Audiência
Obteve média de 16,7 pontos. 

## Nota
Antes de estrear no México, a trama foi exibida nos Estados Unidos pela Univisión, entre 22 de dezembro de 2003 e 3 de junho de 2004.